# Stone Ocean
Stone Ocean (ストーンオーシャン), initialement connu sous le nom de 6e partie : Jolyne Kujo - Stone Ocean (第6部 空条徐倫 ―『石作りの海』（ストーンオーシャン）, Dai Roku Bu Kūjō Jorīn Sutōn Ōshan), est la sixième partie du manga JoJo's Bizarre Adventure écrit et dessiné par Hirohiko Araki. Elle a été publiée entre 1999 et 2003 dans le magazine Weekly Shōnen Jump et comporte 158 chapitres compilés dans les volumes 64 à 80. La version française est éditée depuis juillet 2010 par Tonkam,.
Le manga commence le 28 octobre 2011 en  Floride aux États-Unis. La jeune Jolyne Kujo est injustement envoyée dans la prison de Green Dolphin pour un meurtre qu'elle n'a pas commis. Son petit ami a renversé un piéton et a rejeté la faute sur elle. Après s'être écorchée la main avec un étrange pendentif envoyé par son père, Jôtarô, elle commence à développer un étrange pouvoir.
Quelle machination se cache derrière l'emprisonnement de Jolyne ? Arrivera-t-elle à s'enfuir grâce à sa nouvelle capacité ? Qui sont ces hommes restés fidèles à Dio malgré les deux décennies écoulées depuis sa mort ?
Cette partie se démarque des autres par le fait que le protagoniste est pour la première fois une femme. Il s'agit également de la dernière partie se déroulant dans la timeline originale de la série.
Une adaptation en anime par le studio David Production est diffusée sur Netflix en trois parties : la première avec les épisodes 1 à 12 est diffusée le 1er décembre 2021, la deuxième avec les épisodes 13 à 24 le 1er septembre 2022 et la troisième et dernière avec les épisodes 25 à 38 le 1er décembre 2022.

## Résumé

### Introduction (Ch. 1–2)
28 octobre 2011, aux Etats-Unis, Jolyne Kujo, surnommée "Jojo", fait une balade en voiture avec son petit ami, Romeo. Voulant l'embrasser, le jeune homme perd le contrôle de son véhicule et percute un piéton. Par peur des conséquences, Romeo demande à Jolyne de l'aider à dissimuler le corps et de ne rien dire à qui que ce soit par amour pour lui. Jojo est arrêtée quelques jours et est tenue pour seule responsable de l'accident.
Avant d'être transférée pour son jugement, son avocat lui remet des affaires propres et un étrange pendentif que son père, Jotaro Kujo (le héros de Stardust Crusaders) a tenu qu'elle obtienne en cas de "problème". Jolyne se pique sur la pierre présente à l'intérieur (il s'agit d'un bout de flèche présent dans Diamond is Unbreakable et Golden Wind) et développe un Stand, qu'elle baptisera Stone Free, capable de transformer son corps en fils.
6 novembre 2011, dans le bus qui la conduit au pénitencier de Green Dolphin Street en Floride, elle rencontre Hermes Costello, qui deviendra son amie. Juste avant son procès, l'avocat de Jolyne lui explique qu'elle devrait tenter une négociation de peine. Ainsi, elle sera jugée uniquement pour vol de voiture et pour l'accident. Jolyne accepte mais est condamnée à 15 ans de prison pour meurtre. Son avocat a "oublié" de lui préciser que le piéton respirait encore avant que son petit ami ne précipite la voiture dans un étang. En réalité, ce dernier joue double jeu et a été engagé par la riche famille de Romeo pour protéger leur fils.
Jolyne se venge de l'avocat mais doit exécuter sa peine à Green Dolphin.

### Tentative d'évasion (Ch. 3–20)
25 novembre 2011, Jolyne commence sa vie en prison et découvre que certains détenus possèdent également des Stands. Sa co-détenue, Guess, la fait rapetisser en espérant pouvoir s'échapper et Jolyne utilise son Stand pour la contrer. 29 novembre 2011, Jolyne est appelée au parloir et est accostée par un petit garçon qui la supplie de ne pas s'y rendre. Il lui remet un petit bout d'os et s'enfuit mystérieusement. 30 novembre 2011, son père, Jotaro Kujo, a fait le déplacement pour la libérer. Selon lui, l'accident était un coup monté et organisé par un autre détenu : Jongalli A. Jotaro soupçonne qu'il s'agit d'un ancien serviteur de Dio (l'antagoniste principal de Stardust Crusaders) qui a tout manigancé pour les exécuter lui et sa fille.
Jongalli A tente de les tuer avec son Stand et un fusil de sniper mais Jotaro et Jolyne réussissent à s'en sortir avec l'aide d'Emporio, le petit garçon et découvrent que toute l'attaque n'est qu'une illusion. Jojo se réveille dans le parloir qui est en train de fondre sous l'action d'un autre Stand et s'enfuit avec son père. Jongalli les prend en chasse et blesse Jotaro qui est attaqué par l'autre assaillant. Ce dernier lui vole son Stand, Star Platinum, et sa mémoire qui prennent la forme de deux CD.
Jolyne réussit à mettre son père dans le sous-marin qui les attendait à l'extérieur et décide de rester pour lever le voile sur toute cette histoire. Pendant ce temps, White Snake, le mystérieux Stand, tue son complice pour éviter qu'il ne révèle son identité.

### A la recherche des disques (Ch. 21–57)
1er décembre 2011, Hermes développe également un stand avec lequel elle bat Alexander McQueen. Elle rencontre ensuite Emporio qui l'emmène dans une "pièce-fantôme" où il vit avec deux autres personnes : Weather Report et Annasui. 
2 décembre 2011, avec Hermes, Jolyne visionne le disque mémoire de McQueen qui lui permet de découvrir que White Snake cache d'autres CD dans la ferme de la prison. Deux détenus sont justement portés disparus dans cet endroit et les deux femmes se portent volontaires pour les chercher. Elles y rencontrent Foo Fighters, le gardien des disques qui les attaque puis devient leur allié. Il les laisse repartir avec le disque "Star Platinum" de Jotaro et décide de prendre l'apparence d'une autre prisonnière pour veiller sur elles. Après cette altercation, White Snake se rend sur les lieux et son identité est révélé au lecteur : Enrico Pucci, le prêtre de la prison.
Jolyne se doute que White Snake va tenter de reprendre le disque, ce qu'il s'empresse de faire en envoyant Milaschon. Cette première tentative est infructueuse et Jojo contacte la fondation Speedwagon qui s'occupe de son père. Un rendez-vous est convenu dans le jardin de la prison. Jolyne est attaqué par Lang Wrangler mais avec l'aide de Weather Report, le disque est récupéré par la fondation.
À la suite de cet incident, Pucci se remémore sa rencontre avec Dio qui lui confia qu'il pourrait aller au Paradis grâce à son aide (à savoir un lieu accessible par l'élévation de l'esprit). Malheureusement, le carnet, dans lequel Dio notait ses découvertes, fut brûlé par Jotaro. Ce dernier en lut le contenu juste avant et il s'agit de la raison pour laquelle Pucci voulait qu'il vienne dans la prison. Pendant ce temps, Hermes réussit à tuer l'assassin de sa sœur, Sports Max. A l'issue du combat contre ses zombies, Jolyne visionne son disque mémoire où elle voit que White Snake avait demandé à Sports d'utiliser ses pouvoirs sur un os. Il s'agit de l'un de ceux de Dio qui permettra au prêtre d'accéder au Paradis.

### Naissance du bébé vert (Ch. 58–95)
Doté d'une volonté propre grâce à Sports, l'os se dirige vers le Quartier de Haute Sécurité. Jolyne réussit à s'y "infiltrer" mais se rend compte rapidement que l'atmosphère du lieu est des plus étranges. Lors de la douche, les deux gardiens, puis les détenus, commencent à se battre de plus en plus violemment. Il s'agit de l'effet du Stand Survivor qui pousse toute personne, à l'exception du manieur, à s'affronter jusqu'à ce que mort s'ensuive.
Jolyne est pris à partie par l'un des deux gardiens (auquel Pucci a également donné un Stand) et réussit à le vaincre. Foo Fighter et Annasui, qui a accepté d'aider FF si Jolyne l'épousait, la rejoignent. Un étrange spectacle se déroule alors sous leurs yeux : les détenus se mettent à gonfler jusqu'à l'implosion. La petite équipe doit cependant affronter Kenzo et se rend compte que la situation a encore évolué. Les détenus se sont métamorphosés en arbres, quant à l'os, il s'est transformé en bébé avec une tache de naissance en forme d'étoile (que tous les Jojo portent également). Grâce au stand Diver Down d'Annasui, tout le monde quitte la prison.
Dehors, la coquille dans laquelle se trouve le bébé est avalée par un Stand automatique, Yo-Yo Ma. Foo Fighter est chargé de trouver son manieur pendant que Jolyne et Annasui s'éloignent le plus possible dans les marais. FF finit par tuer D&C ce qui annule l'attaque et découvre que Pucci est le manieur de White Snake. Le prêtre le prend en chasse mais Foo Fighter réussit quand même à s'en sortir, gravement blessé, avec l'aide de Weather Report. Yo-Yo mort, Jolyne et Annasui découvrent que le bébé est sorti de sa coquille. Ils finissent par le rattraper et constatent que lui aussi possède un Stand qui rapetisse tous ceux qui tentent de l'approcher. Après avoir subi diverses attaques, le bébé s'arrête, intrigué par la marque de Jolyne. Les deux détenus se demandent s'ils ne devraient pas le tuer car Jolyne est persuadé que le nouveau-né intéresse White Snake. Ils sont rejoints par Foo Fighter et Weather Report qui se révèle être Pucci. Le prêtre vainc FF, suivi d'Annasui et se retrouve pris au piège par Jolyne. Il lui lance alors un ultimatum : le bébé ou le disque-souvenir de Jotaro.
Jolyne est contrainte d'accepter et Pucci s'empare du bébé auquel il récite une étrange suite de mots. En lisant le disque de Jotaro, Pucci a effectivement accompli un rituel lui permettant de franchir un premier pas vers le Paradis. Le bébé fusionne avec lui pendant que FF meurt en réussissant à soigner Annasui. Les détenus survivants sont ramenés en prison pendant que Pucci part du pénitencier en direction de coordonnées laissées par Dio pour atteindre le Paradis.

### Seconde évasion (Ch. 96–137)
Jolyne décide de s'évader mais doit d'abord faire face à Miu-Miu, la gardienne en chef du pénitencier et son Stand Jail House Lock. Après l'avoir battu, Jolyne, Emporio et Hermes se rendent eux-aussi en direction des coordonnés qui s’avèrent être la base de lancement des fusées de Cap Canaveral. De son côté, Pucci doit attendre la nouvelle lune pour exécuter la suite des instructions. Attirés par le prêtre, les fils de Dio le rejoignent (à l'exception de Giorno Giovanna, le héros de Golden Wind). Pucci éveille leur stand et chacun a pour mission de l'aider à rejoindre le Paradis en tuant ses poursuivants.
Annasui et Weather Report, qui se sont échappés un jour plus tard que Jolyne, partent eux aussi en direction de Cap Canaveral. Annasui remarque à cette occasion que Weather porte une marque en forme d'étoile dans le dos (comme Pucci après que celui-ci ait fusionné avec le bébé). 18 mars 2012, emmenés en camionnette, ils se rendent compte que le monde entier est soumis à un Stand d'une puissance inouïe : Bohemian Rhapsody qui rend réel toute œuvre de fiction. Weather réussit à tout remettre en ordre en créant un personnage qui élimine tous les autres et Ungaro, le premier fils de Dio est battu. Jolyne fait un détour par la maison de Romeo avec qui elle s'explique. Son ancien amoureux la laisse repartir en hélicoptère mais le second fils de Dio, Rykiel, les attaque grâce aux Rods. Avant de mourir, il explique que la volonté de Dio émane de Pucci et il s'agit de la raison qui pousse la plupart des manieurs de Stand à le rejoindre pour l'aider à accomplir sa destinée. De plus, il leur apprend que Weather Report est le frère de Pucci.
19 mars 2012, les anciens détenus atteignent l'hôpital où s'est réfugié Pucci mais Jolyne et Hermes sont attaquées par le dernier fils, Versace. Enterrées sous terre, elles réussissent de justesse à s'en sortir avant que Versace ne trahisse Pucci. Excédé par l'attitude du prêtre, Versace rend ses souvenirs à Weather Report via son disque-mémoire que Pucci garde en permanence sur lui et son Stand évolue en Heavy Weather. Un phénomène d'une force incontrôlable s'abat sur les abords du lieu où tous les êtres vivants commencent à se transformer en escargots. Incapable de contrôler la véritable puissance de son Stand, Weather demande à Annasui de le tuer.
L'histoire de Pucci et de son frère commence à leur naissance où une femme vole Weather après l'avoir échangé avec le sien, mort en couche. Pucci souhaite devenir prêtre et croise Dio dans un monastère. Le vampire est intéressé par l'adolescent et lui confie un bout de flèche qui lui permettra de le trouver quand il le souhaitera. Lors d'une confession, la voleuse d'enfant lui confie son péché et Pucci comprend que son frère est toujours en vie. En prime, sa petite sœur, Pearla, qui ne sait rien de toute l'histoire, est tombée amoureuse de lui par hasard. Pucci décide de "sauver" le bonheur de sa sœur en faisant disparaître son jumeau. Weather est pendu par le Ku Klux Klan et Pearla se tue du haut d'une falaise, désespérée. Pucci a tout perdu et se souvient des paroles de Dio ce qui lui permet de développer son Stand White Snake via la flèche. De son côté, Weather a survécu à la pendaison et a également développé le sien, Heavy Weather. Accablé par le chagrin, il cherche à se suicider à de nombreuses reprises sans y arriver et déclenche l'apparition des escargots. Pucci lui vole ses souvenirs pour l'arrêter et part retrouver Dio pour qu'il lui dispense son savoir.
De retour dans le présent, Pucci, s'est rendu aveugle pour ne pas se transformer. Le prêtre tue son frère ce qui interrompt le phénomène et s'enfuit pour accomplir sa destinée. Malgré les pleurs de Jolyne, Annasui lui explique que Weather a vécu le temps de retrouver ses souvenirs et doit certainement avoir trouvé le bonheur pendant quelques heures. Weather laisse un cadeau à ses amis en leur remettant son Stand sous forme de disque sans que Pucci ait pu s'en apercevoir.

### Le Paradis (Ch. 138–158)
21 mars 2012, le disque-mémoire de Jotaro est transmis à la fondation Speedwagon. Les détenus foncent ensuite au centre spatial où Pucci est déjà présent. Un nouveau pouvoir s'est éveillé en lui et son Stand s'est transformé en C-Moon. Le prêtre est devenu le centre de gravité de toute chose dans un rayon de 3 km et peut changer le sens de la pesanteur de ce qui se trouve autour de lui.
Jolyne et ses amis pénétrent dans le champ d'action du Stand et "escaladent" les bâtiments pour trouver Pucci. Jolyne réussit à le blesser mais cela est insuffisant face à Pucci qui réussit à lui porter un coup de grâce. Le temps s'arrête grâce au Stand Star Platinum de Jotaro, revenu en pleine possession de ses moyens, ce qui lui permet de sauver sa fille. Emporio explique à Pucci qu'ils l'ont vaincu car la nouvelle lune ne sera visible que dans 36 h mais le prêtre comprend qu'en devenant le centre de gravité, le phénomène peut être déclenché bien plus tôt. Pucci se propulse alors dans un navette spatiale et fait évoluer son Stand en Made In Heaven.
Bientôt, des phénomènes étranges se déclenchent partout sur la planète. Jotaro comprend que ce nouveau pouvoir permet d'accélérer le temps. Avant que la bataille finale ne débute, Annasui demande à Jolyne de l'épouser, ce qu'elle consent à faire s'ils survivent. Malgré un plan ingénieux, Annasui, Hermes et Jotaro meurent les uns après les autres face au Stand de Pucci. Le dernier à pouvoir faire face au prêtre est Emporio que Jolyne met en sécurité sur le dos d'un dauphin avant de trépasser à son tour. Le temps s'accélère de plus en plus vite et le garçon se retrouve alors au centre d'une chaîne de l'évolution entouré d'animaux avant d'atterrir dans le pénitencier de Green Dolphin.
Made In Heaven a permis à l'univers d'accomplir un cycle complet et a créé une nouvelle Terre, proche de la précédente à une différence prêt : l'esprit de chaque humain connaît son destin. Ainsi, l'humanité peut se préparer à tout ce qui pourrait lui arriver. Le Paradis de Pucci a été atteint. Un dernier obstacle du passé se dresse cependant contre lui : Emporio.

### Conclusion (Ch. 158)
30 novembre 2011 (dans le nouvel univers), le garçon se rend compte qu'il a été téléporté au moment de sa première rencontre avec Jolyne et constate que seuls les morts ont été remplacés par des versions alternatives d'eux-même. Pucci est persuadé qu'Emporio tentera de le tuer tôt ou tard car il s'agit de son destin et le pourchasse jusque dans la pièce fantôme. Sans le vouloir, le prêtre pousse le disque Stand de Heavy Weather dans la tête d'Emporio ce qui lui permet de l'utiliser. Pucci n'en a cure et accélère le temps de nouveau avant d'être projeté au sol sans en comprendre la raison. Emporio lui révèle alors qu'Heavy Weather a d'autres pouvoirs cachés notamment augmenter la concentration d'oxygéne dans l'air. A haute dose, ce gaz se révèle mortel. Pucci n'a fait qu'accélérer le phénomène grâce à Made In Heaven.
Malgré ses supplications, Heavy Weather se rapproche du prêtre et le tue en lui broyant le crâne. Avec la mort de Pucci, un nouveau monde est créé. Emporio se retrouve à proximité d'une station service. Une personne ressemblant à Hermes lui demande de l'argent pour prendre le bus avant qu'une jeune femme, Irene (Jolyne) et son futur mari (Annakiss) acceptent de les prendre dans leur voiture. Emporio constate qu'Irene possède elle aussi une marque en forme d'étoile comme celle de Jolyne et éclate en sanglot.
La voiture prend un dernier passager (Weather Report) et disparaît sous la pluie.

## Personnages

### Personnages principaux
Jolyne Cujoh (空条 徐倫, Kujō Jorīn)
Stand : Stone Free (ストーン・フリー, Sutōn Furī)
Voix japonaise : Fairouz Ai, voix française : Laure Filiu
Fille de Jotaro Kujo, elle est incarcérée pour un crime commis en réalité par son petit-ami. Elle déteste son père qui n'a jamais été présent pour elle. Cependant, c'est grâce à lui qu'elle obtiendra un Stand, Stone Free, lui permettant de transformer son corps en fils et ainsi de survivre dans la prison de Green Dolphin Street. Ex-membre d'un groupe de motards, elle possède un tatouage sur l'avant-bras en forme de papillon avec un couteau.
Hermes Costello (エルメェス・コステロ, Erumēsu Kosutero)
Stand : Kiss (キッス, Kissu)
Voix japonaise : Mutsumi Tamura, voix française : Alice Taurand
Une détenue dont Jolyne fait la connaissance avant d'être incarcérée à Green Dolphin Street. Son but est de tuer l'assassin de sa sœur Gloria. Son Stand Kiss lui permet de dédoubler ce sur quoi elle appose un autocollant. Si elle retire l'autocollant, le support dédoublé redevient un en subissant des dommages.
Foo Fighters (フー・ファイターズ, Fū Faitāzu)
Stand : Foo Fighters (フー・ファイターズ, Fū Faitāzu)
Voix japonaise : Mariya Ise, voix française : Alice Orsat
Il s'agit d'un être aquatique, composé d'un groupe de planctons. Lorsqu'ils se regroupent, ils prennent la forme d'un humanoide de couleur sombre avec une tête allongée dotée de 3 dents. Il semble être une forme de vie qui a évolué parallèlement à l'humanité. Pucci lui octroie des souvenirs et fait de lui le gardien des disques. Foo Fighters est lui même son Stand et peut s'introduire dans un autre être vivant pour en prendre le contrôle. Il est en outre amphibie et peut créer des doubles de lui-même en cas de nécessité. Malheureusement, il doit souvent s'humidifier ou être proche d'une source d'eau, auquel cas, il se désagrège. Il est d'abord un adversaire de Jolyne puis son allié. Pour rester discret dans la prison, il prend l'apparence d'Etro, une détenue qu'il a précédemment tué.
Weather Report (ウェザー・リポート, Wezā Ripōto)
Stand : Weather Report (ウェザー・リポート, Wezā Ripōto), puis Heavy Weather (ヘビー・ウェザー, Hebī Wezā)
Voix japonaise : Yūichirō Umehara, voix française : Anatole de Bodinat
Un détenu amnésique qui s'allie à Jolyne et dont le Stand peut contrôler la météo. De son véritable nom Domenico Pucci, il est le frère jumeau d'Enrico mais fut volé après sa naissance par une femme qui venait de perdre son bébé. Son Stand cache une terrible puissance et lorsqu'il retrouve ses souvenirs, redevient Heavy Weather, bien plus puissant et incontrôlable.
Narciso Anasui (ナルシソ・アナスイ, Narushiso Anasui)
Stand : Diver Down (ダイバー・ダウン, Daibā Daun)
Voix japonaise : Daisuke Namikawa, voix française : Mario Bastelica
Un détenu amoureux de Jolyne. Depuis l'enfance, il a l'étrange manie de démonter n'importe quel objet qui tombe entre ses mains. Un jour, il découvra que sa petite amie le trompait et "démonta" les deux amants ce qui le conduit en prison. Il tombe amoureux de Jolyne et souhaite l'épouser. Son Stand ressemble à un plongeur avec deux bouteilles. Diver Down lui permet de « stocker » une attaque sur une surface et de libérer l'énergie de cette attaque en temps voulu mais également de s'infiltrer dans toute chose et de la modifier intérieurement. Son design était très féminin lors de sa première apparition mais les éditeurs du manga voulant un personnage masculin parmi les héroïnes, Hirohiko Araki en fit un homme.
Emporio Alniño (エンポリオ・アルニーニョ, Enporio Arunīnyo)
Stand : Burning Down The House (バーニング・ダウン・ザ・ハウス, Bāningu Daun Za Hausu)
Voix japonaise : Atsumi Tanezaki, voix française : Aurore Saint-Martin
Un garçon de 11 ans né et élevé dans la prison de Green Dolphin Street. Il porte en permanence une tenue de baseball. Allié de Jolyne, son Stand lui permet d'utiliser des objets fantômes (des objets qui ont disparu ou ont été détruits). Il vit dans une pièce de la prison ayant brûlé 27 ans auparavant grâce à cette capacité.
Jotaro Kujo (空条 承太郎, Kujō Jōtarō)
Stand : Star Platinum The World (星の白金（スタープラチナ） 世界（ザ・ワールド）, Sutā Purachina-Za Wārudo)
Voix japonaise : Daisuke Ono, voix française : Bertrand Nadler
Protagoniste des parties 3 et 4 Stardust Crusaders et Diamond is Unbreakable, Jotaro fait son grand retour après une brève apparition dans la partie 5 du manga. Éminent biologiste marin, Jotaro apprend que l'incarcération de sa fille Jolyne fait partie d'une machination d'un admirateur de Dio Brando qui cherche à éradiquer la lignée des Joestar. Jotaro se rend donc aux Etats-Unis pour sauver sa fille et enfin assumer son rôle de père. Son Stand Star Platinum est le même que dans la partie 4, doté de la capacité The World, lui permettant de stopper le temps.

### Antagonistes

#### Prisonniers de Green Dolphin Street
Guess (グェス, Gwesu)
Stand : Goo Goo Dolls (グーグー・ドールズ, Gūgū Dōruzu)
Voix japonaise : Momoko Taneichi, voix française : Pamela Ravassard
La codétenue de Jolyne. Psychopathe, elle purge une peine de 12 ans de prison pour incendie volontaire, tentative de meurtre et violation de la libération conditionnelle. Son Stand, Goo Goo Dolls, lui permet de rapetisser une personne jusqu'à la taille d'un petit animal. Si la victime sort de sa zone d'action ou tente de s'échapper, le Stand se matérialise sous la forme d'une marionnette avec des crocs et des griffes et l'attaque. Vaincue par le Stone Free de Jolyne, Guess se soumettra à cette dernière.
Jongalli A. (ジョンガリ・A, Jongari Ē)
Stand : Manhattan Transfer (マンハッタン・トランスファー, Manhattan Toransufā)
Voix japonaise : Satoshi Hino, voix française : Gilduin Tissier
Un disciple d'Enrico Pucci ayant orchestré l'incarcération de Jolyne pour attirer Jotaro et exterminer les Joestar. Assassin hors pair, il est aveugle mais peut repérer ses cibles grâce à son Stand, un satellite utilisant les mouvements de l'air. Lorsqu'il tire une balle dans sa direction, Manhattan renvoie la balle en direction de la cible.
Alexander McQueen (サンダー・マックイイーン, Sandā Makkuiīn)
Stand : Highway to Hell (ハイウェイ・トゥ・ヘル, Haiwei Tu Heru)
Voix japonaise : Tōru Nara, voix française : Jérémy Bardeau
Un détenu travaillant comme concierge à la prison de Green Dolphin Street. Il est enfermé pour avoir causé la mort accidentelle d'une femme en nettoyant son arme. Depuis, il s'imagine persécuté et rejeté par la société. Whitesnake lui octroie un Stand faisant en sorte que lorsqu'il tente de se suicider, son adversaire subisse les mêmes effets que lui. Highway to Hell se manifeste sous la forme de petites hélices sur le corps de la victime.
Milaschon (ミラション, Mirashon)
Stand : Marilyn Manson (マリリン・マンソン, Maririn Manson)
Voix japonaise : Yui Kondō, voix française : Ludivine Maffren
Une détenue condamnée à 5 ans de prison pour vol à main armée. White Snake lui octroie le Stand Marylin Manson, qui est un humanoide couvert de poil avec deux pinces. Milaschon propose un pari avec une récompense à la clé. En cas d'échec ou de tentative de triche avérée, le Stand apparaît et réclame son dû. Si la somme est insuffisante, Manson cherchera n'importe quoi sur la victime pour qu'elle s'acquitte de sa dette (par exemple, une dent en or ou un organe).
Lang Wrangler (ラング・ラングラー, Rangu Rangurā)
Stand : Jumpin' Jack Flash (ジャンピン・ジャック・フラッシュ, Janpin Jakku Furasshu)
Voix japonaise : Chikahiro Kobayashi, voix française : Thibaut Lacour
Un détenu chargé par Enrico Pucci de tuer Jolyne et Weather Report. Il porte une sorte de combinaison avec laquelle il contrôler des projectiles via des centrifugeuses à ses poignets. Lorsqu'il crache sur quelqu'un, cette personne se retrouve en apesanteur. Son Stand lui permet également dans cet espace sans gravité.
Sports Max (スポーツ・マックス, Supōtsu Makkusu)
Stand : Limp Bizkit (リンプ・ビズキット, Rinpu Bizukitto)
Voix japonaise : Tsuyoshi Koyama, voix française : Bertrand Dingé
Un marchand de voitures peu scrupuleux ayant été condamné à 5 ans de prison pour fraude fiscale et agression. Il est en réalité membre d'un gang et l'assassin de Gloria Costello, la sœur d'Hermes. Whitesnake lui octroie un Stand lui permettant de contrôler des zombies invisibles avide de chairs et d'en devenir lui-même un s'il meurt.
Kenzou (ケンゾー, Kenzō)
Stand : Dragon's Dream (ドラゴンズ・ドリーム（龍の夢）, Doragonzu Dorīmu)
Voix japonaise : Mugihito (Kenzou) & Chō (Dragon's Dream), voix française : Michel Prud'homme
Un ancien gourou ayant dirigé une secte très influente et condamné à 208 ans de prison pour avoir ordonné un suicide collectif. Chargé par Pucci d'assassiner Jolyne, Kenzo est un maître du kung-fu. Son Stand est un petit dragon, neutre, qui indique les endroits chanceux selon la philosophie du Feng Shui.
D an G (DアンG, Dī An Jī)
Stand : Yo-Yo Ma (ヨーヨーマッ, Yō Yō Ma)
Voix japonaise : Ryōta Takeuchi (D an G) & Kappei Yamaguchi (Yo-Yo Ma), voix française : Vincent Touré
Un ancien policier purgeant une peine de 20 ans de prison pour avoir tué plusieurs personnes lors du passage en l'an 2000. Chargé par Pucci d'assassiner Jolyne, son Stand est automatique et ne semble pas aux premiers abords, dangereux. Yo-Yo se montre serviable, répond à n'importe quelle question et aide ses "amis" sans problème. En réalité, il attaque ses ennemis en générant une salive acide pour s'en débarrasser. Il est également indestructible.
Guccio (グッチョ, Gutcho)
Stand : Survivor (サバイバー, Sabaibā)
Voix japonaise : Hiro Shimono, voix française : Eric Missoffe
Un détenu purgeant une peine de 5 ans de prison pour vol et agression sexuelle, chargé d'assassiner Jolyne. Whitesnake lui attribue le Stand Survivor qui oblige toute personne, allié comme ennemi, à se battre sans aucune raison. D'après Dio Brando, ce Stand est le plus faible de tous.

#### Autorité de Green Dolphin Street
Enrico Pucci (エンリコ・プッチ, Enriko Putchi)
Stand : White Snake (ホワイトスネイク, Howaitosuneiku) → C-MOON (シー・ムーン（C-MOON）, Shī Mūn) → Made in Heaven (メイド・イン・ヘブン, Meido in Hebun)
Voix japonais : Tomokazu Seki, voix française : Boris Rehlinger
Prêtre afro-américain, il est l’aumônier de la prison de Green Dolphin Street. Fervent disciple de Dio Brando, il cherche à exterminer les Joestar et créer le Stand ultime. Pucci jouit d'une excellente réputation mais considère que les détenus sont des êtres incorrigibles dont la nature criminelle ne peut être modifiée. Pour servir ses desseins, Il dissimule son identité en s'entretenant avec les prisonniers grâce à son Stand White Snake. Ce dernier lui permet d'extraire des disques indestructibles contenant la mémoire ou le Stand d'une personne et de les insérer dans une autre. De même, il peut créer des CD avec des ordres à l'intérieur que la personne se doit d'exécuter. Par la suite, il obtiendra C-Moon, un Stand maîtrisant la gravité qui évoluera en Made in Heaven, le Stand le plus puissant de la série qui augmente les forces gravitationnelles de l'univers entier jusqu'à causer la fin du monde pour en créer un nouveau.
Viviano Westwood (ヴィヴァーノ・ウエストウッド, Vivāno Uesutouddo)
Stand : Planet Waves (プラネット・ウェイブス, Puranetto Weibusu)
Voix japonais : Yasuhiro Mamiya, voix française : Arnaud Léonard
Un surveillant de la prison du quartier de Haute Sécurité. Il est rendu fou par le Stand Survivor de Guccio et tente de tuer Jolyne. Pucci lui donne un Stand lui permettant d'attirer des météorites. Planet Waves ressemble à un écorché avec une tête en forme de cœur.
Miuccia Miuller (Miu Miu) (ミュッチャー・ミューラー (ミューミュー), Myutchā Myūrā (Myū Myū))
Stand : JAIL HOUSE LOCK (ジェイル・ハウス・ロック（JAIL HOUSE LOCK）, Jeiru Hausu Rokku)
Voix japonais : Yūko Kaida, voix française : Sophie Riffont
La gardienne-en-chef de la prison infiltrée parmi les détenues sur ordre de Pucci. Son Stand restreint une personne à ne retenir que trois informations à la fois. Lorsqu'une quatrième informations est apprise, la première disparaît ce qui pousse les victimes à écrire les informations sur eux. En outre, Miu-Miu n'a jamais permis à quiconque de s'évader notamment les utilisateurs de Stand grâce à la portée du sien qui englobe pratiquement toute la prison.
Loccobarocco (ロッコバロッコ, Rokko Barokko)
voix japonais : Mitsuaki Kanuka, voix française : Philippe Peythieu
Le directeur de la prison de Green Dolphin Street. C'est un petit homme rondouillard qui s'exprime par le biais de sa marionnette alligator Charlotte.

#### Fils de Dio
Ungalo (ウンガロ)
Stand : Bohemian Rhapsody (ボヘミアン・ラプソディー（自由人の狂想曲）, Bohemian Rapusodī)
Voix japonais : Takumi Yamazaki, voix française : Romain Altché
Un fils illégitime de Dio Brando. Avant sa rencontre avec Pucci, il était un drogué sans aucun but. Son Stand permet de donner vie à n'importe quel personnage de fiction qu'il soit issue d'un conte, d'un manga, d'une peinture : Mickey Mouse, La Naissance de Vénus, Kenshiro...ou encore un simple bonhomme de panneau routier. Bohemian a une portée mondiale et le personnage continue d'agir comme s'il était dans sa propre histoire ce qui le rend encore plus terrifiant. De plus, si une personne connait le personnage en question, il prendra sa place au sein de l'histoire mais suivra la destinée que le personnage a dans l'œuvre. Ainsi, Annasui prendra involontairement la place du loup dans le conte Le Loup et les Sept Chevreaux. Ungaro est vaincu juste avant qu'il ne meurt, l'estomac rempli de cailloux.
Rikiel (リキエル, Rikieru)
Stand : Sky High (ミラション, スカイ・ハイ, Sukai Hai)
Voix japonais : Makoto Furukawa (ja), voix française : Marc Arnaud
Un fils illégitime de Dio Brando. Rykiel est soumis à de nombreuses crises de panique et a une arcade sourcilière en permanence en train de tomber. Lorsque Pucci éveille son Stand, il gagne confiance en lui et ne perd plus autant qu'avant ses capacités de concentration. Sky High ressemble à une petite télécommande avec une tête accrochée qui s'accroche sur l'avant-bras. Rykiel peut ainsi contrôler des rods, d'étranges créatures paranormales pouvant tuer une personne en absorbant la chaleur de son corps.
Donatello Versus (ドナテロ・ヴェルサス, Donatero Verusasu)
Stand : Under World (アンダー・ワールド, Andā Wārudo)
Voix japonais : Takanori Hoshino, voix française : Adrien Antoine
Un fils illégitime de Dio Brando. Versace eut toujours une santé fragile mais souhaitait atteindre le bonheur plus que quiconque. Grâce à Pucci, il développe son Stand. Underworld lui permet de creuser "les souvenirs" du lieu où il se trouve et recréer tout événement s'étant déjà produit à l'endroit où il se trouve, comme des accidents.

### Autres personnages
Romeo Jisso (ロメオ･ジッソ, Romeo Jisso)
Voix japonaise : Gakuto Kajiwara, voix française : Baptiste Mège
Le jeune et riche petit-ami de Jolyne. Il commet un homicide et fait accuser Jolyne à sa place.
Dio Brando (DIO（ディオ）)
Stand : The World (世界（ザ・ワールド）, Za Wārudo)
Voix japonaise : Takehito Koyasu, voix française : Vincent Bonnasseau
Antagoniste des parties 1 et 3 du manga, Dio apparaît dans les flashbacks de son disciple Enrico Pucci. Du point de vue des Jojo, Dio est un être cruel, prêt à tout accomplir ses noirs desseins. Dans Stone Ocean, les points de vue sont inversés et Dio se montre être un fin érudit, intelligent et voyageur. Sa rencontre avec Pucci y est peut être pour quelque chose en raison des objectifs du jeune prêtre assez éloignés des biens matériels par exemple.
Le bébé vert (緑色の赤ちゃん, Midori-iro no Aka-chan)
Stand : Green, Green Grass of Home (グリーン・グリーン・グラス・オブ・ホーム, Gurīn Gurīn Gurasu Obu Hōmu)
Un être artificiel créé à partir d'un os de Dio Brando et d'âmes humaines. Il fait partie du plan d'Enrico Pucci pour créer le Stand ultime et en possède lui-même un. Quiconque tente de l'approcher rapetisse de moitié jusqu'à disparaitre, au contraire de son Stand qui grandit plus il s'approche.
Perla Pucci (ペルラ・プッチ, Perura Putchi)
Une serveuse qui s'avère être la sœur d'Enrico et de Domenico. Ignorant son lien de parenté avec ce dernier, elle tombe amoureuse de lui et se suicida après que Domenico fut laissé pour mort par le Ku Klux Klan.

## Liste des chapitres
| no | Japonais         | Japonais          | Français           | Français          |
| no | Date de sortie   | ISBN              | Date de sortie     | ISBN              |
| --- | ---------------- | ----------------- | ------------------ | ----------------- |
| 1 (64) | 1er mai 2000     | 978-4-08-872866-7 | 1er juillet 2010   | 978-2-7595-0506-7 |
| Jolyne Kujo, matricule FE40536 Couverture : Jolyne Kujo Dos : Jolyne KujoListe des chapitres : - Ch. 1–3 : Stone Ocean (①–③) - Ch. 4–6 : Jolyne Kujo, matricule FE40536 (①–③) - Ch. 7 : Goo Goo Dolls - Ch. 8 : Stone Free (①) |                  |                   |                    |                   |
| 2 (65) | 4 août 2000      | 978-4-08-872899-5 | 1er septembre 2010 | 978-2-7595-0507-4 |
| Le visiteur de la prison de Green Dolphin Street Couverture (de gauche à droite) : Stone Free, Jolyne Kujo Dos : Stone Free (Stand)Liste des chapitres : - Ch. 9 : Stone Free (②) - Ch. 10 : La prison de Green Dolphin Street - Ch. 11–17 : Le visiteur (①–⑦)                                                                                 |                  |                   |                    |                   |
| 3 (66) | 4 octobre 2000   | 978-4-08-873027-1 | 27 octobre 2010    | 978-2-7595-0508-1 |
| Prisoner of Love Couverture (de gauche à droite) : Jolyne Kujo, Jotaro Kujo Dos : Jotaro KujoListe des chapitres : - Ch. 18–19 : Le visiteur (⑧–⑨) - Ch. 20 : Prisoner of Love - Ch. 21–25 : Les vignettes d'Hermes (①–⑤) - Ch. 26–27 : Elles sont six ! (①–②)                                                                                 |                  |                   |                    |                   |
| 4 (67) | 4 décembre 2000  | 978-4-08-873051-6 | 1er décembre 2010  | 978-2-7595-0509-8 |
| Vas-y, Foo Fighters Couverture (de gauche à droite) : F.F (Foo Fighters), Jolyne Kujo, Hermes Costello Dos : Hermes CostelloListe des chapitres : - Ch. 28–30 : Elles sont six ! (③–⑤) - Ch. 31–33 : Foo Fighters (①–③) - Ch. 34–36 : Marilyn Manson, le recouvreur de dettes (①–③)                                                            |                  |                   |                    |                   |
| 5 (68) | 2 février 2001   | 978-4-08-873077-6 | 23 février 2011    | 978-2-7595-0510-4 |
| Le plan Savage Garden (Direction le jardin intérieur !) Couverture (de gauche à droite) : Jolyne Kujo, Weather Report Dos : F.F (Foo Fighters)Liste des chapitres : - Ch. 37–39 : Marilyn Manson, le recouvreur de dettes (④–⑥) - Ch. 40–45 : Le plan Savage Garden (Direction le jardin intérieur !) (①–⑥)                                    |                  |                   |                    |                   |
| 6 (69) | 4 avril 2001     | 978-4-08-873103-2 | 20 avril 2011      | 978-2-7595-0511-1 |
| Avis de tempête Couverture (de gauche à droite) : F.F (Foo Fighters), Hermes Costello, Weather Report, Jolyne Kujo Dos : Weather ReportListe des chapitres : - Ch. 46–47 : Le plan Savage Garden (⑦–⑧) - Ch. 48–50 : Avis de tempête (①–③) - Ch. 51–54 : Baisers d'amour et de vengeance (①–④)                                                 |                  |                   |                    |                   |
| 7 (70) | 4 juin 2001      | 978-4-08-873126-1 | 8 juin 2011        | 978-2-7595-0512-8 |
| Le quartier disciplinaire Couverture : Jolyne Kujo Dos : Narciso AnasuiListe des chapitres : - Ch. 55–57 : Baisers d'amour et de vengeance (⑤–⑦) - Ch. 58 : Le quartier disciplinaire - Ch. 59 : Son nom est Annasui - Ch. 60–63 : Le secret du surveillant Westwood (①–④)                                                                     |                  |                   |                    |                   |
| 8 (71) | 4 septembre 2001 | 978-4-08-873160-5 | 6 juillet 2011     | 978-2-7595-0513-5 |
| Brûle, Dragon's Dream Couverture (de gauche à droite) : F.F (Foo Fighters), Narciso Anasui, Jolyne Kujo Dos : White Snake (Stand)Liste des chapitres : - Ch. 64–66 : Le secret du surveillant Westwood (⑤–⑦) - Ch. 67–71 : Brûle, Dragon's Dream (①–⑤) - Ch. 72 : Brûle, Foo Fighters                                                          |                  |                   |                    |                   |
| 9 (72) | 2 novembre 2001  | 978-4-08-873183-4 | 19 octobre 2011    | 978-2-7595-0514-2 |
| Une naissance "verte" Couverture : Jolyne Kujo Dos : Enrico PucciListe des chapitres : - Ch. 73–74 : Brûle, Dragon's Dream (⑥–⑦) - Ch. 75 : Père : Kujo Jotaro, Fille : Kujo Jolyne - Ch. 76–77 : Une naissance "verte" (①–②) - Ch. 78–81 : Yo-yo-ma arrive ! (①–④)                                                                            |                  |                   |                    |                   |
| 10 (73) | 4 février 2002   | 978-4-08-873225-1 | 25 janvier 2012    | 978-2-7595-0515-9 |
| AWAKEN - Le réveil Couverture (de gauche à droite) : F.F (Foo Fighters), Jolyne Kujo, Weather Report, Narciso Anasui Dos : Le bébé vertListe des chapitres : - Ch. 82 : Yo-yo-ma arrive ! (⑤) - Ch. 83–84 : F.F - Le témoin (①–②) - Ch. 85–88 : AWAKEN - Le réveil (①–④) - Ch. 89–90 : White Snake - Le poursuivant (①–②)                      |                  |                   |                    |                   |
| 11 (74) | 4 avril 2002     | 978-4-08-873250-3 | 21 mars 2012       | 978-2-7595-0516-6 |
| Vers le paradis ! Couverture (de gauche à droite) : Enrico Pucci, Jolyne Kujo Dos : Weather Report (Stand), EmporioListe des chapitres : - Ch. 91–93 : White Snake - Le poursuivant (③–⑤) - Ch. 94 : Le temps du paradis - Ch. 95 : Nouvelle lune, nouveau prêtre ! - Ch. 96–99 : JAIL HOUSE LOCK (①–④)                                        |                  |                   |                    |                   |
| 12 (75) | 4 juillet 2002   | 978-4-08-873284-8 | 23 mai 2012        | 978-2-7595-0517-3 |
| L'évasion... Couverture (de gauche à droite) : Emporio Alniño, Hermes Costello, Narciso Anasui, Jolyne Kujo, Weather Report Dos : Diver Down (Stand)Liste des chapitres : - Ch. 100–101 : JAIL HOUSE LOCK (⑤–⑥) - Ch. 102 : L'évasion... - Ch. 103 : Trois hommes à l'hôpital - Ch. 104–108 : Bohemian Rhapsody (①–⑤)                          |                  |                   |                    |                   |
| 13 (76) | 4 septembre 2002 | 978-4-08-873315-9 | 4 juillet 2012     | 978-2-7595-0518-0 |
| Haut dans le ciel - Sky High ! Couverture (de gauche à droite) : Jolyne Kujo, Hermes Costello, Emporio Alniño Dos : Kiss (Stand)Liste des chapitres : - Ch. 109–110 : Bohemian Rhapsody (⑥–⑦) - Ch. 111 : Comme on se retrouve, Roméo - Ch. 112–117 : Sky High (①–⑥)                                                                           |                  |                   |                    |                   |
| 14 (77) | 4 décembre 2002  | 978-4-08-873346-3 | 27 septembre 2012  | 978-2-7595-0519-7 |
| Bientôt le paradis - Trois jours avant la nouvelle lune Couverture (de gauche à droite) : Stone Free, Jolyne Kujo Dos : Rykiel, VersaceListe des chapitres : - Ch. 118 : Bientôt le paradis - Trois jours avant la nouvelle lune - Ch. 119–124 : Underworld (①–⑥) - Ch. 125–126 : Heavy Weather (①–②)                                          |                  |                   |                    |                   |
| 15 (78) | 4 février 2003   | 978-4-08-873383-8 | 10 octobre 2012    | 978-2-7595-0520-3 |
| Heavy Weather Couverture (de gauche à droite) : Weather Report, Narciso Anasui, Hermes Costello, Jolyne Kujo, Emporio Alniño Dos : Ungaro, Heavy Weather (Stand)Liste des chapitres : - Ch. 127–135 : Heavy Weather (③–⑪) |                  |                   |                    |                   |
| 16 (79) | 4 avril 2003     | 978-4-08-873410-1 | 31 octobre 2012    | 978-2-7595-0521-0 |
| À Cap Canaveral Couverture (de gauche à droite) : Jolyne Kujo, Jotaro Kujo Dos : Made in Heaven (Stand)Liste des chapitres : - Ch. 136–137 : Heavy Weather (⑫–⑬) - Ch. 138 : À Cap Canaveral - Ch. 139–140 : La pesanteur de la nouvelle lune (①–②) - Ch. 141–146 : C-Moon (①–⑥)                                                               |                  |                   |                    |                   |
| 17 (80) | 4 juillet 2003   | 978-4-08-873483-5 | 28 novembre 2012   | 978-2-7595-0522-7 |
| Made in Heaven Couverture (de gauche à droite) : Jolyne Kujo, Enrico Pucci, Narciso Anasui, Emporio Alniño, Hermes Costello, Jotaro Kujo Dos : Le papillon (tatouage de Jolyne Kujo et symbole de la sixième partie)Liste des chapitres : - Ch. 147–148 : C-Moon (⑦–⑧) - Ch. 149–157 : Made in Heaven (①–⑨) - Ch. 158 : What a Wonderful World |                  |                   |                    |                   |

## Anime
Une adaptation en anime est annoncée le 4 avril 2021. Toujours produite par le studio David Production, la série est diffusée initialement sur Netflix le 1er décembre 2021 avec la sortie de douze épisodes,. Elle est ensuite diffusée à la télévision japonaise entre janvier et mars 2022. La deuxième partie avec les épisodes 13 à 24 est diffusée le 1er septembre 2022 sur Netflix, puis à partir du 8 octobre 2022 à la télévision japonaise sur Tokyo MX. Enfin, la troisième et dernière partie, avec les épisodes 25 à 38, est diffusée le 1er décembre 2022 sur Netflix.

### Shueisha BOOKS
1. 1 2  Tome 1
2. 1 2  Tome 2
3. 1 2  Tome 3
4. 1 2  Tome 4
5. 1 2  Tome 5
6. 1 2  Tome 6
7. 1 2  Tome 7
8. 1 2  Tome 8
9. 1 2  Tome 9
10. 1 2  Tome 10
11. 1 2  Tome 11
12. 1 2  Tome 12
13. 1 2  Tome 13
14. 1 2  Tome 14
15. 1 2  Tome 15
16. 1 2  Tome 16
17. 1 2  Tome 17

### Éditions Tonkam
1. 1 2  Tome 1
2. 1 2  Tome 2
3. 1 2  Tome 3
4. 1 2  Tome 4
5. 1 2  Tome 5
6. 1 2  Tome 6
7. 1 2  Tome 7
8. 1 2  Tome 8
9. 1 2  Tome 9
10. 1 2  Tome 10
11. 1 2  Tome 11
12. 1 2  Tome 12
13. 1 2  Tome 13
14. 1 2  Tome 14
15. 1 2  Tome 15
16. 1 2  Tome 16
17. 1 2  Tome 17